# Charles Duchesne
Jacques Charles René Achille Duchesne, född den 3 mars 1837, död den 27 april 1918, var en fransk militär.
Duchesne blev officer vid infanteriet 1857, deltog i andra italienska frihetskriget 1859 och i 1870–1871 års krig samt som regementsofficer i fälttåget mot Tong-king 1883–1884. Han blev divisionsgeneral 1893 och förde befälet över expeditionskåren till Madagaskar 1895, där han 30 september samma år intog huvudstaden Antananarivo. År 1896 blev han armékårschef och 1898 medlem av högsta krigsrådet. Duchesne utgav Rapport sur l'expédition de Madagascar (1897).